# قربان صیفی
قربان صیفی (زاده ۱۳۳۵)، دیپلمات ایرانی و مشاور نهاد و مدیرکل پشتیبانی و خدمات عمومی نهاد ریاست جمهوری در دولت یازدهم از ۲۰ مهر ۱۳۹۳ است. وی سفیر سابق ایران در قزاقستان است.

## تحصیلات و سوابق
- لیسانس علوم سیاسی از دانشکده حقوق و علوم سیاسی دانشگاه تهران (۱۳۵۸)
- معاون و فرماندار شهرستان نیشابور ۱۳۶۲–۱۳۶۰
- مدیرکل امور شهری و روستایی استانداری خراسان ۱۳۷۰–۱۳۶۲
- کارشناس سیاسی اداره اول آسیای غربی وزارت امور خارجه ۱۳۷۳–۱۳۷۰
- معاوت سفارت جمهوری اسلامی ایران در قرقیزستان ۱۳۷۷–۱۳۷۳
- رئیس نمایندگی وزارت امور خارجه در خراسان ۱۳۸۱–۱۳۷۸
- معاون سفارت جمهوری اسلامی ایران در روسیه ۱۳۸۵–۱۳۸۱
- رئیس نمایندگی وزارت امور خارجه در شمال و شرق کشور ۱۳۸۸–۱۳۸۶
- سفیر جمهوری اسلامی ایران در قزاقستان ۱۲ فرودین ۱۳۸۸ تا ۱۳۹۳